# Нікіфоров Леонард Львович
Леонард Львович Нікіфоров (12 жовтня 1934, місто Чита, тепер Забайкальського краю Російська Федерація — 12 лютого 2001, Київ) — український радянський інженер-конструктор, державний діяч, генеральний директор Київського виробничого об'єднання імені Корольова. Депутат Верховної Ради УРСР 11-го скликання. Член ЦК КПУ в 1981—1990 роках. Член ЦК КПРС у 1990—1991 роках.

## Біографія

Могила Леонарда Нікіфорова, Байкове кладовище

У 1958 році закінчив Київський політехнічний інститут.
У 1958—1960 роках — старший інженер-конструктор Київського авіаційного заводу. У 1960—1962 роках — інженер-електрик управління служби зв'язку Південно-Західної залізниці.
У 1962—1972 роках — інженер, старший інженер, провідний інженер, начальник лабораторії, начальник відділу Спеціалізованого конструкторського бюро (СКБ), заступник головного інженера заводу, головний інженер СКБ Київського заводу «Радіоприлад».
Член КПРС з 1969 року.
У 1972—1979 роках — заступник головного інженера, головний інженер Київського виробничо-технічного об'єднання імені С. П. Корольова — заводу «Радіоприлад» імені С. П. Корольова.
У 1979—1994 роках — генеральний директор Київського виробничого об'єднання імені С. П. Корольова — директор заводу «Радіоприлад» імені С. П. Корольова.
3 1994 року — голова правління Київського акціонерного товариства «Меридіан» імені С. П. Корольова. Потім працював помічником голови правління акціонерного товариства «Меридіан» в місті Києві.
Помер на 67-му році життя 12 лютого 2001 року. Похований на Байковому кладовищі (ділянка № 49а, 50°25′0.62″ пн. ш. 30°30′6.49″ сх. д. / 50.4168389° пн. ш. 30.5018028° сх. д.).

## Родина
Дружина Галина Андріївна, син Сергій, дочка Ольга (Стаховська), 5 онуків. Один з онуків — Сергій Стаховський.

## Нагороди
- ордени
- лауреат Державної премії СРСР
- лауреат Державної премії Української РСР в галузі науки і техніки
- медалі